# Pharmacovigilance

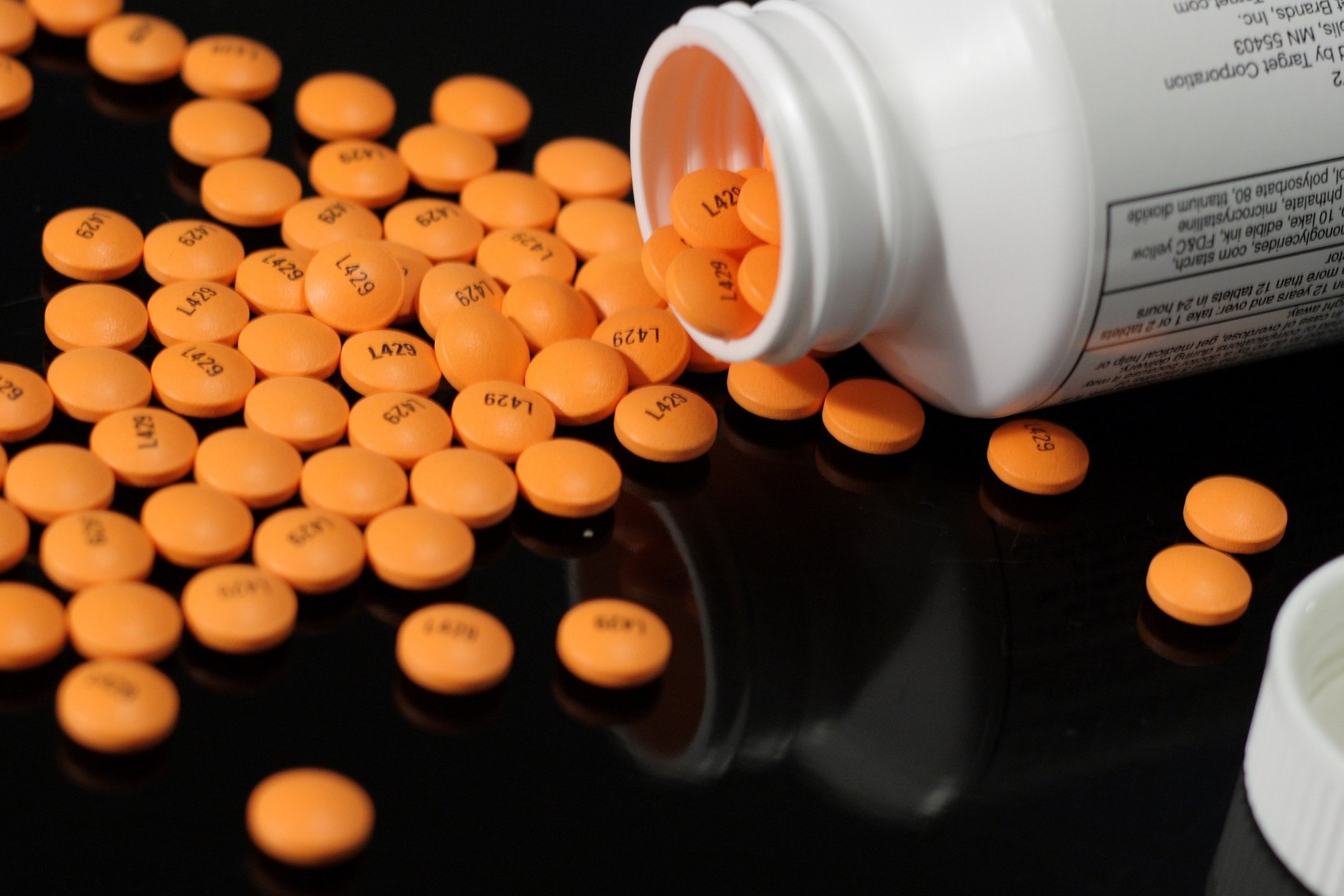
Comprimés d'aspirine.

La pharmacovigilance (composée des mots pharmakon : « médicament » et vigilare : « être vigilant ») est l'activité consistant à enregistrer et évaluer les effets secondaires (en particulier les effets indésirables) résultant de l'utilisation des médicaments. On distingue la pharmacovigilance des médicaments à usage humain de celle des médicaments à usage vétérinaire.
Le faible nombre de patients inclus dans les essais cliniques avant la commercialisation du médicament ne permet pas de détecter les effets indésirables qui surviennent rarement. C'est pourquoi il est nécessaire de disposer d'un système de pharmacovigilance afin d'assurer la surveillance des médicaments sur un plus grand nombre de patients une fois le médicament commercialisé. Ce système, dont l'évolution est assez récente et se poursuit à ce jour, est indispensable et s'inscrit dans la sécurité du médicament comme une activité de minimisation des risques.

## France
En France, « la pharmacovigilance a pour objet la surveillance du risque d'effet indésirable résultant de l'utilisation des médicaments et produits à usage humain » (article  R. 5121-150 du Code de la santé publique).
Elle vise à garantir la sécurité d’emploi des médicaments. Elle repose sur le signalement des effets indésirables par les professionnels de santé (obligation leur est faite - Article R. 5121-161 du CSP - de signaler tout effet indésirable médicamenteux grave ou inattendu) et les industriels.
La politique de pharmacovigilance en France a ses limites car elle n'a pas empêché l'emploi pendant de longues années de médicaments dangereux (Mediator, Depakine, etc.) et qu'elle permet la vente libre ou la prescription sur ordonnance de médicaments considérés comme « médicaments à écarter » par la revue indépendante Prescrire.
Les professionnels de santé déclarent les effets indésirables aux 31 centres régionaux de pharmacovigilance (CRPV), situés dans des structures hospitalières, et qui ont chacun leur propre compétence géographique. Les évènements sont évalués et enregistrés, puis transmis à l'Agence Nationale de Sécurité du Médicament (ANSM), qui coordonne l'ensemble du système.
Si un effet indésirable est transmis au laboratoire pharmaceutique propriétaire du médicament, il doit le déclarer directement à l'ANSM sous 15 jours si l'effet indésirable est grave (décès, mise en jeu du pronostic vital, hospitalisation ou prolongation d'hospitalisation, invalidité, anomalie ou malformation congénitale, autre critère médicalement important). Les cas de Pharmacovigilance ne répondant pas à ces critères sont dits « non graves » et seront transmis aux Autorités Compétentes par le biais des rapports périodiques.
Les différentes agences nationales responsables du médicament ont organisé un réseau d'échange d'informations sur la pharmacovigilance appelé Eudravigilance et géré par l'EMA. Un effet indésirable grave constaté pour un même médicament en Allemagne et en Grande-Bretagne est donc transmis en France et des recoupements sont faits. Cela peut amener à modifier les conditions d'utilisation du produit, à les restreindre voir à retirer le produit du marché. Les professionnels de santé peuvent être avertis de manière rapide par une Lettre aux prescripteurs, ou Dear Doctor Letter (DDL), envoyée par le laboratoire.
Les études cliniques de phase IV, qui ont lieu après la mise sur le marché d'un médicament, sont une sorte de pharmacovigilance.
Les données de pharmacovigilance pour un médicament sont rassemblées et analysées par le laboratoire dans un document appelé « periodic safety update report (PSUR) », qui est fourni régulièrement aux autorités de santé (l'ANSM pour la France) : tous les six mois pour un médicament nouveau, puis à terme tous les trois ans (la sécurité d'utilisation du produit étant vérifiée sur de larges populations).

## Canada
Au Canada, la pharmacovigilance est réglementée par la Direction des produits de santé commercialisés de la Direction générale des produits de santé et des aliments de Santé Canada.

## Australie
Depuis Avril 2013, par décision exécutive de la Commission européenne l'Australie figure sur la liste des pays tiers garantissant un niveau de protection de la santé publique équivalent à celui de l'Union européenne.

## Pharmacovigilance vétérinaire
En France, inspirée du système de pharmacovigilance humaine, elle a été mise en place par le décret no 99-553 du 2 juillet 1999, puis a été renforcée par le décret no 2003-760 du 1er août 2003. Elle veille non seulement à l'innocuité des médicaments vétérinaires chez l'animal, mais aussi à l'innocuité des denrées alimentaires d'origine animale (issues d'animaux traités). Elle surveille aussi les éventuels effets indésirables des médicaments sur les personnes en contact avec les médicaments vétérinaires. Enfin, la surveillance des effets des médicaments sur l'environnement est également de son ressort.
C'est l'Agence nationale du médicament vétérinaire (Anmv), intégrée à l'Anses depuis juillet 2010, qui a pour mission d'assurer la pharmacovigilance vétérinaire.